# الملك غازي (فلم)
الملك غازي، هو فيلم عراقي من إنتاج سنة 1993، يتناول سيرة الملك غازي ملك العراق، وهو من تأليف معاذ يوسف وإخراج محمد شكري جميل. وهو أحد الأفلام القليلة التي أُّنتجت خلال فترة الحصار الاقتصادي.

## قصة الفيلم
يتناول الفيلم سيرة الملك غازي (حكم في السنوات 1933-1939)، الذي سعى لتحرير الإرادة العراقية من الاحتلال الإنجليزي من خلال تصريحاته، وتشكيله لإذاعة قصر الزهور. مما دفع أطرافاً خارجية، وداخلية لاغتياله منهم الخادم عبد سعيد الذي جرى التخلص منه بعد اغتيال الملك.
يعرض الفيلم أيضاً جوانب من الحياة العراقية الممثلة مثلاً في شخصية العربجي (قادة عربة الخيول)، وأجواء الملاهي الليلية.

## وصلات خارجية
- مقالات تستعمل روابط فنية بلا صلة مع ويكي بيانات